# Embuscade de Tikerefinadji
Guerre du Mali
Batailles
L'embuscade de Tikerefinadji a lieu le 1er juin 2017 a lieu pendant la guerre du Mali.

## Déroulement
Le 1er juin, un convoi de l'armée malienne tombe vers 17 heures dans une nouvelle embuscade entre Diabaly et Nampala, près du village de Tikerefinadji,. Le véhicule de tête saute sur une mine, puis les djihadistes embusqués ouvrent le feu.
L'attaque est revendiquée le lendemain par le Groupe de soutien à l'islam et aux musulmans.

## Pertes
Selon les déclarations à l'AFP d'un responsable du ministère malien de la Défense, trois soldats trouvent la mort dans l'embuscade et trois autres sont blessés. Dans son communiqué de revendication, le Groupe de soutien à l'islam et aux musulmans affirme pour sa part avoir tué neuf soldats maliens et affirme avoir perdu deux combattants.